# Fredric Sjöbohm
Fredric Sjöbohm, född den 13 december 1753 i Karlskrona, död där den 25 april 1829, var en svensk sjömilitär och nautisk författare.
Sjöbohm avlade 1772 sjöofficersexamen och utnämndes 1812 till överste inom örlogsflottan och överflyttades 1825 till den då upprättade expektansstaten. I sina yngre år tjänstgjorde han dessutom på handelsfartyg, där han genomgick alla graderna från matros till kapten och sålunda förskaffade sig stor skicklighet i yrket. Under kriget med Ryssland 1788–1790 deltog han i striderna vid Hogland, Öland och Reval samt i reträtten från Viborgs redd, varunder han blev tillfångatagen. År 1796 blev Sjöbohm lotsdirektör och chef för amiralitetets styrmansstat. Sjöbohm var känd som en av svenska flottans mest bildade officerare. Han författade åtskilliga läroböcker och monografier i sjövetenskapen, bland annat Sjömanövern (1791), Skeppstackling (1792), Skeppsbyggeriet (samma år) och Navigationen (1795, jämte tabeller). Han invaldes som ledamot av Örlogsmannasällskapet 1799 och av Krigsvetenskapsakademien 1815.